# Zavreliella
Zavreliella is een geslacht van muggen uit de familie van de dansmuggen (Chironomidae). De wetenschappelijke naam van het geslacht werd in 1920 voor het eerst gepubliceerd door Jean-Jacques Kieffer. Hij wees Chironomus clavaticrus Kieffer, 1913 als typesoort aan. Van die soort werd naderhand vastgesteld dat die een ouder synoniem had, te weten Chironomus marmoratus Van der Wulp, 1859. In de geslachtsnaam wordt de Tsjechische entomoloog Jan Zavřel vernoemd.
Zavreliella is een kosmopolitisch geslacht. Aanvankelijk bleef het een monotypisch geslacht met als enige soort Zavreliella marmorata, die wereldwijd voorkomt, behalve in het Neotropisch gebied. Friedrich Reiss publiceerde in 1990 een revisie van het geslacht en beschreef en benoemde dertien nieuwe soorten, waarvan twaalf uit het noorden van Zuid-Amerika, met de grootste verspreiding in het Amazonebekken en de aangrenzende gebieden in Peru, Ecuador, Colombia, evenals Venezuela en Suriname. Enkel Z. marmorata en Z. cranstoni komen buiten Zuid-Amerika voor; Z. cranstoni is enkel gekend uit Sarawak.
Het zijn kleine muggen (1,2 tot 2,1 mm lang) met een geelbruin lichaam. De vleugels zijn niet behaard en vertonen vele, meestal langwerpige vlekken. De larven zijn 4 tot 6 mm lang en leven in plantenrijk water of in modder aan de waterkant in een mobiele behuizing uit plantendelen en/of harde substraten, die soortspecifiek is. 

## Soorten
Volgens de revisie door Reiss behoren volgende soorten tot dit geslacht:
- Zavreliella acuta Reiss, 1990
- Zavreliella brauni Reiss, 1990
- Zavreliella cranstoni Reiss, 1990
- Zavreliella curta Reiss, 1990
- Zavreliella fittkaui Reiss, 1990
- Zavreliella furcata Reiss, 1990
- Zavreliella junki Reiss, 1990
- Zavreliella lata Reiss, 1990
- Zavreliella levis Reiss, 1990
- Zavreliella lobata Reiss, 1990
- Zavreliella longiseta Reiss, 1990
- Zavreliella marmorata (Van der Wulp, 1859)
  - = Chironomus clavaticrus Kieffer, 1913[3]
  - = Polypedilum cristatum Kieffer, 1913[3]
  - = Zavreliella cribraria Kieffer, 1918, nomen novum voor Tanytarsus flexilis Bause, 1913 non Chironomus flexilis Linnaeus, 1758[3]
  - = Polypedilum fuscoguttatum Kieffer, 1922[3]
  - = Chironumus annulipes Johannsen, 1930[3]
  - = Chironomus varipennis auct. non Chironomus varipennis Coquillett, 1902[3]
- Zavreliella molesta Reiss, 1990
- Zavreliella verrucosa Reiss, 1990